# Goran Generalić
Gorans Generalić (Zagabria, 1º settembre 1971) è un pittore croato, figlio di Josip Generalić.

## Biografia
Si è diplomato nel 1990 all'accademia di arti applicate di Zagabria. Nel 1991 ha aperto la Galleria Josip Generalić e museo dell'arte naive croata; il museo ha ospitato durante gli anni diverse mostre di beneficenza per aiutare le popolazioni coinvolte negli scontri nella ex-Jugoslavia nei primi anni '90. Dal 2000 vive con la moglie a Koprivnica dove lavora nel campo delle arti grafiche, turismo e marketing.